# Walter Mai

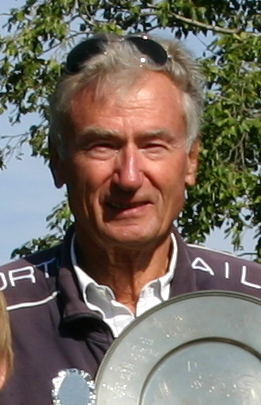
Walter Mai (2012)

Walter Mai (* 13. Mai 1936 in Prag) ist ein deutscher Marineoffizier, Regattasegler und Olympiateilnehmer.

## Leben
Der Berufssoldat Walter Mai begann seine seglerische Laufbahn 1963 mit einem siebten Rang bei der Kieler Woche in der Bootsklasse Finn-Dinghy. Dies war der Einstieg in eine Erfolgsserie des heute noch für den Yacht Club Bad Wiessee startenden Seglers.

## Seglerische Erfolge
- 1964 – 2. der Deutschen Meisterschaft
- 1969 – Sieger der Militärweltmeisterschaft in der Bootsklasse Snipe
- 1969 – 2. der Deutschen Meisterschaft
- 1974 – 2. der Deutschen Meisterschaft
- 1975 – Ranglistenerster der deutschen Rangliste
- 1984 – Sieger der World Masters (Senioren-WM)
- 1987 – 2. der World Masters
- 1992 – 3. der Österreichischen Meisterschaft
- 1993 – 2. der World Masters
- 1994 – 3. der World Masters
- 1996 – 3. der World Masters
- 2006 – Sieger der Masters Legends (Altersgruppe 70 +)

Sein größter Erfolg war die Teilnahme an den Olympischen Sommerspielen 1972 in München, wo er bei den Segelwettbewerben in Kiel-Schilksee in der Finn-Klasse den 12. Rang erreichte und damit vor dem späteren Präsident des IOC, dem Belgier Jacques Rogge, lag, der als 14. im Gesamtergebnis die Ziellinie querte.